# Der Fels (Zeitschrift)
Der Fels – Katholisches Wort in die Zeit ist eine konservative katholische Monatszeitschrift.

## Geschichte
Vorgänger war die von Fritz von Haniel-Niethammer gegründete Zeitschrift Nunc et Semper – Eine katholische Korrespondenz für Kirche und Papsttum, die ab November 1966 zunächst in Wiesbaden, dann in München erschien. Sie stand in Verbindung mit der in Steinbach (Taunus), später Regensburg, ansässigen Bewegung für Papst und Kirche, die sich in der unmittelbaren Nachkonzilszeit kritisch gegenüber den Beschlüssen und Reformen des Zweiten Vatikanischen Konzils positionierte. Einige Autoren der Zeitschrift nahmen die Konzilsaussagen zwar zur Kenntnis, lehnten aber die Konsequenzen besonders im Blick auf die Liturgiereform und die Mitwirkung der Laien am Sendungsauftrag der Kirche ab.
Der Fels wurde von Haniel-Niethammer zusammen mit dem Steinbacher Pfarrer Adolf Kranz (1916–1986), Sprecher der Priestergemeinschaft für Papst und Kirche, und dem Pallottinerpater Gerhard Hermes gegründet, dem früheren Chefredakteur der Pallottinerzeitschrift Das Zeichen. Hermes sah in der Umbruchszeit nach dem Konzil keine andere Möglichkeit, seine Beiträge zur Apologetik der vorkonziliaren Lehre der katholischen Kirche in kirchlichen Publikationen zu veröffentlichen. Im Dezember 1969 wurde Nunc et Semper zugunsten der Nachfolgezeitschrift eingestellt, deren Erstausgabe im Januar 1970 erschien. Der Name der Zeitschrift nimmt Bezug auf die Bibelstelle Matthäus 16,18 .
In den Auseinandersetzungen um die kirchliche Haltung zur Empfängnisverhütung im Zusammenhang mit der „Pillenenzyklika“ Humanae vitae und der dazu verabschiedeten Königsteiner Erklärung der deutschen Bischöfe unterstützten Der Fels und die hinter ihm versammelten Kreise die jede Form künstlicher Kontrazeption streng ablehnende Position Pauls VI. und kritisierten die konzilianteren Bischöfe. Da sich Hermes im Fahrwasser des radikalen Konzilsgegners Hans Milch auch den Positionen des 1976 suspendierten französischen Erzbischofs Marcel Lefebvre annäherte, bekam er Schwierigkeiten mit der Amtskirche.
Für die Zeitschrift prägend wurde der langjährige Kirchenzeitungsredakteur Heinz Froitzheim (1927–2014), der mit Hermes und dem Regensburger Bischof Rudolf Graber zu den Gründern der Bewegung für Papst und Kirche gehört hatte und nach dem krankheitsbedingten Ausfall des Pallottiners, den er schon zuvor als Chefredakteur teils ersetzte, 1984 die Gesamtleitung übernahm. Froitzheim hielt das Blatt in der Ära Johannes Paul II. auf einem dezidiert „papsttreuen“, journalistisch seriösen Kurs, der von Mitstreitern als „konkurrenzlos“ charakterisiert wurde. Nach fast zehnjähriger alleiniger Leitung kontaktierte Froitzheim, der damals kurz vor der Pensionierung bei der Regensburger Kirchenzeitung stand, Anfang der 1990er Jahre den Journalisten Jürgen Liminski vom Opus Dei, um die Zukunftsperspektive der Zeitschrift zu beraten. Die Bemühungen um den Erhalt mündeten in der Übergabe der Verantwortung an einen „Initiativkreis Katholischer Laien und Priester“ um den heutigen Herausgeber Hubert Gindert, der die Zeitschrift seit 1996 als Chefredakteur redigiert.
Gindert ist der Gründer und Präsident des Vereins Forum Deutscher Katholiken, eines nicht amtskirchlich anerkannten Verbandes von Gemeinschaften und Einzelpersönlichkeiten, der ein Bekenntnis zu einem „unverfälschten und unverkürzten Glauben“ in den Mittelpunkt seiner Aktivitäten stellt. Zuletzt im Januar 2021 wurde Der Fels als „das Sprachrohr des Forums Deutscher Katholiken“ bezeichnet. Nach 2021 ist eine Verbindung zwischen Zeitschrift und Verein nicht mehr offen ersichtlich. Das Periodikum wird von dem gemeinnützigen Verein Der Fels e. V. in Kaufering herausgegeben, kostenlos abgegeben und nach Eigenangaben aus Spendenmitteln finanziert.

## Bekannte Autoren
Wichtige Autoren in den Jahren nach der Gründung waren Georg May, Johannes Stöhr, Hans Milch und Walter Hoeres.
Später fanden sich auch häufig Beiträge aus der Feder namhafter kirchlicher Würdenträger in der Zeitschrift. Es wurden unter anderem Beiträge des ehemaligen Augsburger Bischofs Walter Mixa, des Kurienkardinals Paul Josef Cordes, des Passauer Bischofs Wilhelm Schraml sowie von Joachim Kardinal Meisner und Prälat Anton Ziegenaus veröffentlicht. Auch zahlreiche Christen aus dem gesellschaftlichen Leben und der Wissenschaft trugen zur Prägung der Zeitschrift bei, etwa der katholische Journalist Jürgen Liminski und die Psychologin und Psychotherapeutin Christa Meves. In jüngerer Zeit versammelt das Blatt konservative Autoren aus dem Umfeld des Forums Deutscher Katholiken, darunter Kirchenleute wie Josef Clemens, Theologen wie Manfred Hauke oder der luxemburgische Liturgiewissenschaftler François Reckinger, Historiker wie Eduard Werner und ehemalige Politiker wie Werner Münch.
Auch der wegen sexuellen Missbrauchs von Minderjährige bekannt gewordene Edmund Dillinger veröffentlichte Beiträge in der Zeitschrift.